# ماشونا ۱۴۶۷
سیارک ۱۴۶۷ (به انگلیسی: 1467 Mashona، نامگذاری:1938OE) هزار و چهارصد و شصت و هفتمین سیارک کشف شده‌است که در ۳۰ ژوئیه ۱۹۳۸ کشف شد.
قدر مطلق سیارک برابر ۸٫۵۷ است.